# Martin Ferguson

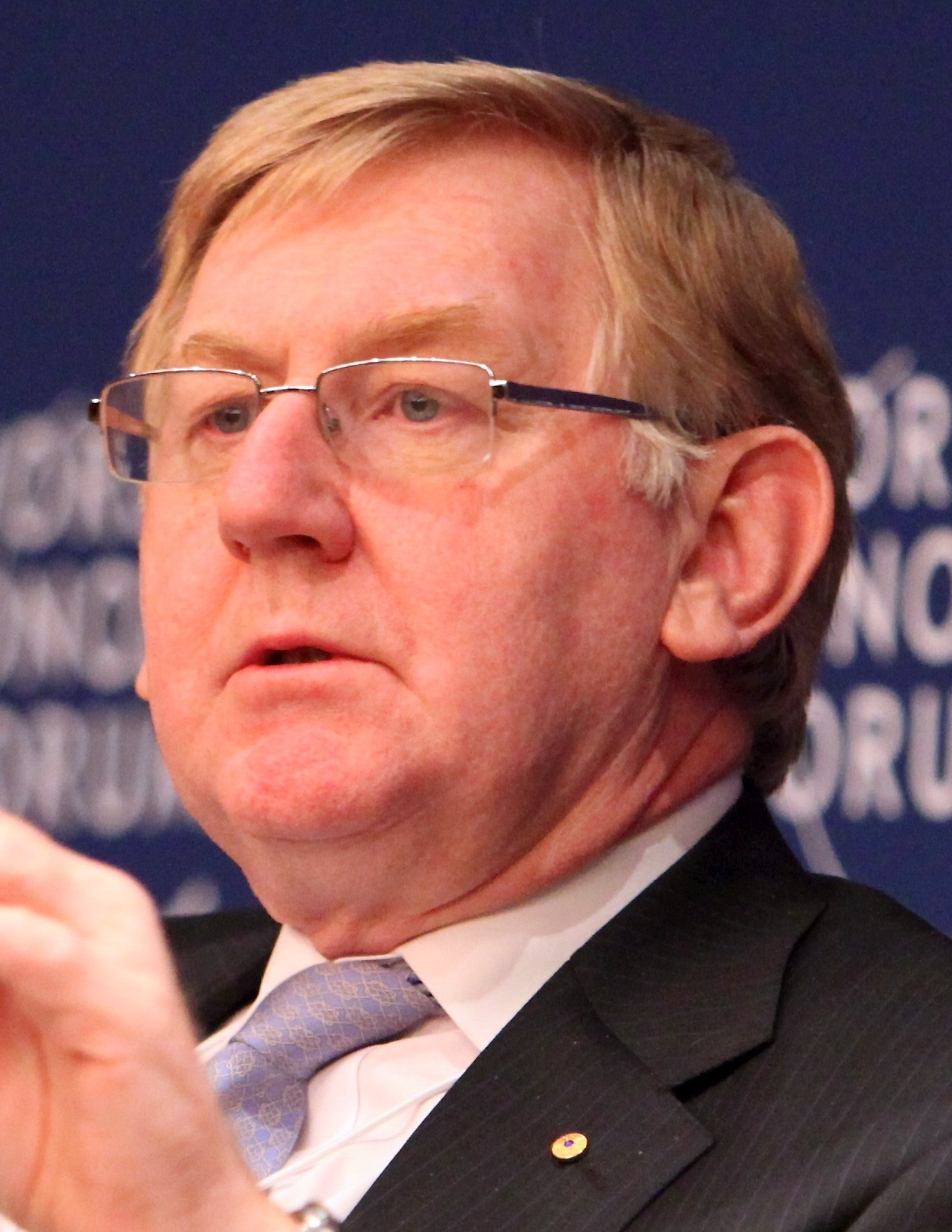
Martin Ferguson

Martin John Ferguson AM (* 12. Dezember 1953) ist ein australischer Politiker.

## Leben
Sein Vater war der australische Politiker Jack Ferguson.
Ferguson studierte nach seiner Schulzeit an der Universität Sydney. Von 1996 bis 2013 war Ferguson Abgeordneter im Australischen Parlament. Er ist Mitglied der Australian Labor Party.
Von Dezember 2007 bis März 2013 war Ferguson Minister für Ressourcen und Energie und Minister für Tourismus in Australien im Kabinett von Kevin Rudd und Julia Gillard.
1996 wurde er zum Member des Order of Australia ernannt.